# Pommersche Landschaft
Die Pommersche Landschaft war eine Pfandbriefbank, die von 1781 bis 1945 in Pommern bestand. Sie hatte ihren Sitz in Stettin.

## Geschichte

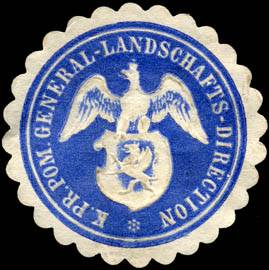
Siegelmarke Königlich Preussische Pom. General – Landschafts – Direction

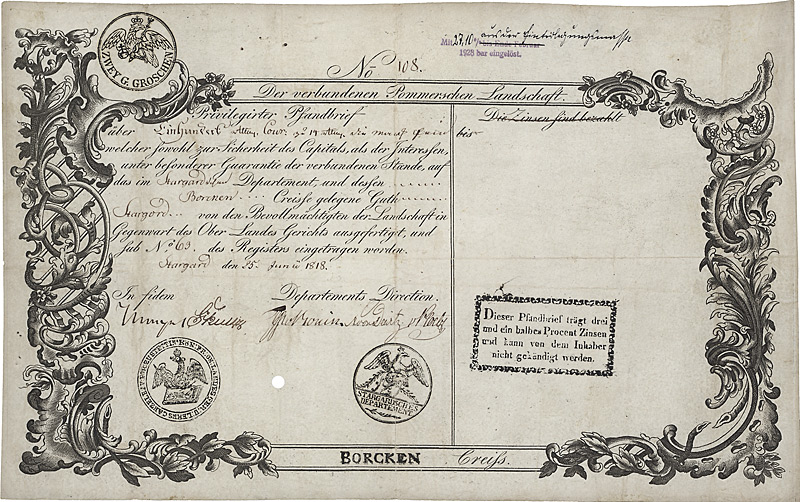
Pfandbrief der Pommerschen Landschaft vom 25. Juni 1818

Unter König Friedrich dem Großen wurden in mehreren Teilen Preußens landschaftliche Kreditinstitute gegründet, die dem grundbesitzenden Adel die Beschaffung von Kredit zu einem nicht zu hohen Zinssatz ermöglichen sollten. Ziele waren im Sinne der Wirtschaftspolitik des Merkantilismus die Vergrößerung der Geldmenge und die Beschleunigung des Geldumlaufs, dadurch die Verbesserung der Wirtschaft überhaupt. Die landschaftlichen Kreditinstitute nahmen von der Öffentlichkeit Geld gegen Ausgabe von Pfandbriefen auf, wobei für die Rückzahlung sämtliche Güter des in der Landschaft zusammengefassten grundbesitzenden Adels solidarisch hafteten. Mit diesem Geld gewährte sie den Grundbesitzern Pfandbriefdarlehen. In diesem Sinne wurden in Preußen 1770 die Schlesische Landschaft und 1777 das Kur- und Neumärkische Ritterschaftliche Kreditinstitut gegründet. Im Nachbarland Mecklenburg ging man jahrzehntelang andere Wege und gründete erst 1819 den Mecklenburgischen Ritterschaftlichen Kreditverein. Das ebenso zu Ostelbien gehörende Sachsen bildete 1866 einen Landwirtschaftlichen Kreditverein. Für Preußen instituiert wurde wesentlich früher die Landschaft. Für den Bereich Ostpreußen zeichnete ab 1788 die Ostpreußische Landschaft zuständig. 
Auch in Pommern bestand Interesse an der Gründung einer solchen Einrichtung. Vor 1781 empfing König Friedrich der Große eine Delegation des pommerschen Adels mit dem Sprecher Heinrich Adrian Graf von Borcke zu diesem Thema. Am 13. März 1781 bestätigte der König die Satzung der neuen Einrichtung, das Pommersche Landschafts-Reglement. Bereits im gleichen Jahr nahm die Landschaft als dritte Landschaft in Preußen ihre Tätigkeit auf und gab Pfandbriefe zu einem Zinssatz von 4 % heraus.
Das Gebiet der Landschaft umfasste zunächst den Teil Pommerns, der bei ihrer Gründung 1781 preußisch war, also Hinterpommern und Altvorpommern. Während Neuvorpommern bereits 1815 zu Preußen und anschließend zur preußischen Provinz Pommern kam, wurde die Pommersche Landschaft erst 1871 auf Neuvorpommern ausgedehnt. Aber auch dann umfasste die Pommersche Landschaft nicht die gesamte Provinz Pommern, da der aus der Neumark in die Provinz Pommern umgegliederte Kreis Dramburg stets im Zuständigkeitsbereich des Kur- und Neumärkischen Ritterschaftlichen Kreditinstituts verblieb.
Die Mitgliedschaft in der Pommerschen Landschaft war eine Pflichtmitgliedschaft für die Besitzer von Rittergütern. Nachdem durch Edikt vom 6. Oktober 1807 im Zuge der Preußischen Reformen der Erwerb von Rittergütern für Bürgerliche freigegeben war, wurden auch bürgerliche Rittergutsbesitzer Mitglieder der Landschaft. Die Landschaft war genossenschaftlich aufgebaut. Die Rittergutsbesitzer in den einzelnen Kreisen wählten Kreisdeputierte, welche die Direktoren und Räte wählten.
Im Rahmen der Gleichschaltung wurde 1934 das bisherige Landschafts-Reglement von 1781 durch eine neue Satzung der Pommerschen Landschaft ersetzt. Damit wurden der genossenschaftliche Aufbau abgeschafft und die wichtigen Positionen unmittelbar durch das Preußische Staatsministerium besetzt; die Haftung der Mitglieder mit ihrem Grundbesitz blieb indes erhalten. In der Praxis jedoch blieb der Einfluss des adligen Großgrundbesitzes auch nach 1934 bestehen, wenn auch bereits seit 1931 ein bürgerlicher Gutsbesitzer Generallandschaftsdirektor war.
Die Tätigkeit der Pommerschen Landschaft endete mit der Besetzung Pommerns durch die Rote Armee im Frühjahr 1945. Weder in Hinterpommern, das an Polen kam, noch in Vorpommern, das einen Teil der SBZ und dann der DDR bildete, bestand ein wirtschaftlicher Bedarf an dieser Einrichtung.

## Struktur
Die Verwaltung der Pommerschen Landschaft bestand aus der Generallandschaftsdirektion als Zentrale mit Sitz in Stettin und vier Departements.

### Generallandschaftsdirektion

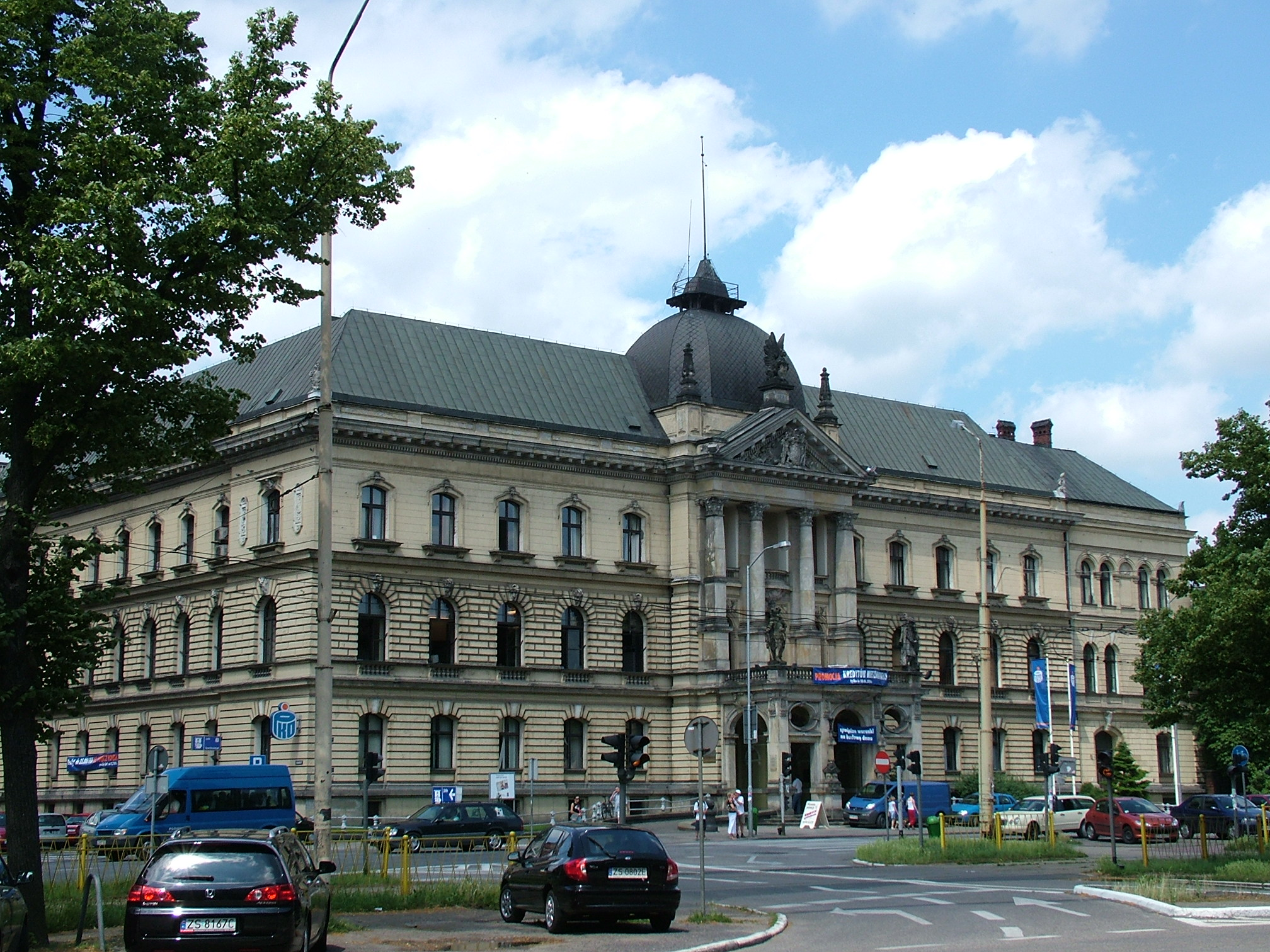
Gebäude der Generallandschaftsdirektion in Stettin (Foto von 2006)

Die Generallandschaftsdirektion bestand aus einem Generallandschaftsdirektor und zwei Generallandschaftsräten. Diese waren nebenamtlich tätige Grundbesitzer. Ihnen stand ein Generallandschaftssyndikus als Leiter der Verwaltung zur Seite. Die Generallandschaftsdirektion wurde bis 1934 durch den Engeren Ausschuss kontrolliert, der aus je einem Vertreter jedes Departements bestand und mindestens einmal jährlich tagte. Sämtliche Kreisdeputierten bildeten bis 1934 den General-Landtag, der nur bei Bedarf einberufen wurde. 1934 wurden Engerer Ausschuss und General-Landtag durch einen vom Preußischen Staatsministerium ernannten Landschafts-Ausschuss ersetzt. Die Landschaft errichtete 1893 bis 1895 ein repräsentatives Gebäude für die Generallandschaftsdirektion am Paradeplatz in Stettin, das bis heute erhalten ist.

### Departements
Das Gebiet der Landschaft war in vier Departements aufgeteilt, die ihre Sitze in Pasewalk (1871 nach Anklam verlegt), Stargard in Pommern, Treptow an der Rega und Stolp hatten. Jedem Departement standen ein Landschaftsdirektor und zwei Landschaftsräte vor, auch dies nebenamtlich tätige Grundbesitzer. Die Verwaltung wurde von je einem Landschaftssyndikus geleitet. 1934 wurden die Departements in Bezirksdirektionen umbenannt.
Die Aufsicht über die Landschaft wurde durch einen Königlichen Kommissar, ab 1919 Staatskommissar, ausgeübt. Erster Königlicher Kommissar war der Großkanzler Johann Heinrich von Carmer bis 1798. Nach ihm wurden die jeweiligen Oberpräsidenten der Provinz Pommern zugleich zu Kommissaren ernannt. Ab 1933 wurde die Aufgabe des Staatskommissars durch den Regierungsvizepräsidenten des Regierungsbezirks Stettin ausgeübt.

## Verwandte Einrichtungen
Die Tätigkeit der Pommerschen Landschaft war auf die Ausgabe von Pfandbriefen beschränkt, andere Bankgeschäfte führte sie nicht aus. Aus dem Kreis der Grundbesitzer Pommerns wurde daher 1824 die Ritterschaftliche Privatbank in Pommern mit einem größeren Tätigkeitsfeld gegründet, die aber bald staatliche Unterstützung benötigte, 1833 und 1849 umgestaltet werden musste und 1877 in Konkurs fiel.
Die Pommersche Landschaft selber gründete für andere Bankgeschäfte 1893 die Landschaftliche Bank der Provinz Pommern. Diese hatte unter anderem die Aufgaben, an Grundbesitzer Vorschussdarlehen auf beantragte, aber noch nicht gewährte Pfandbriefdarlehen zu gewähren und den Vertrieb der von der Landschaft ausgegebenen Pfandbriefe durchzuführen. 1934 verlor die Pommersche Landschaft die Landschaftliche Bank, die zu einer Filiale der 1925 gegründeten Berliner Central-Landschafts-Bank wurde und als solche als „Landschaftliche Bank für Pommern (Central-Landschafts-Bank)“ firmierte. Die Bank hatte neben der Zentrale in Stettin bis 1938 keine Nebenstellen. Erst mit der Umgliederung des größeren Teils der Grenzmark Posen-Westpreußen in die Provinz Pommern im Jahre 1938 kam eine Nebenstelle in Arnswalde hinzu.
Die Pommersche Landschaft gründete 1871 für die Kreditvergabe an bäuerliche Landbesitzer den Pommerschen Land-Kreditverband, der 1896 in Neue Pommersche Landschaft für Kleingrundbesitz umbenannt wurde. Die Bauern erhielten freilich keine Mitgliedschaftsrechte, wurden andererseits auch nicht wie die Rittergutsbesitzer mit der solidarischen Haftung belastet. 1934 wurde die Neue Pommersche Landschaft in die Pommersche Landschaft eingegliedert.
Acht preußische Landschaften, darunter die Pommersche Landschaft und der Pommersche Landkreditverband, schlossen sich 1873 zur Zentral-Landschaft für die Preußischen Staaten zusammen, die gemeinsame „zentrallandschaftliche“ Pfandbriefe herausgab.

## Liste der Generallandschaftsdirektoren

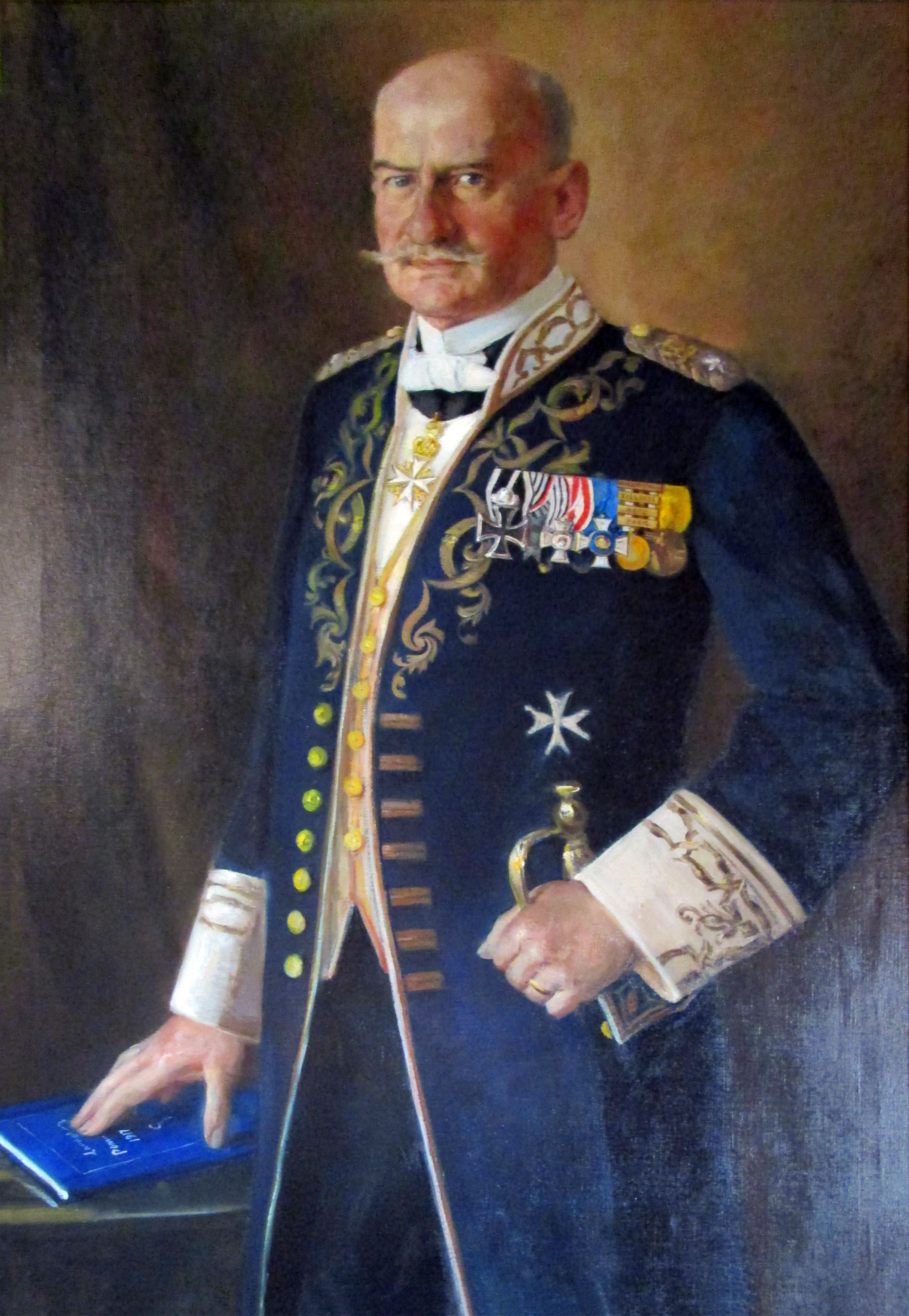
Georg von Eisenhardt-Rothe als Generallandschaftsdirektor 1918–1931 – Gemälde im Museum Stettin

Die Generallandschaftsdirektoren der Pommerschen Landschaft waren:
- 1781–1807: Georg von Eickstedt (1730–1807)[6]
- 1808–1820: Hans Georg Alexander Friedrich von Köller
- 1820–1862: Carl Ludwig Friedrich von Eickstedt-Peterswaldt (1780–1862)[7]
- 1862–1883: Matthias von Köller
- 1883–1888: Moritz Karl Henning von Blanckenburg
- 1888–9999: Heinrich Graf von Schwerin
- 1888–1897: Albrecht von Kameke
- 1897–1898: Alexander von der Osten
- 1898–1910: Hugo von Köller[8]
- 1910–1918: Fritz von Steinaecker
- 1918–1931: Georg von Eisenhart-Rothe
- 1931–1945: Gerhard Fließbach[9]